# Donald Canfield
Donald Canfield (14 de novembro de 1957) é um geólogo estadunidense.

## Publicações selecionadas
- Canfield, D.E.; Poulton, S.W.; Narbonne, G.M. (5 de janeiro de 2007). «Late-Neoproterozoic Deep-Ocean Oxygenation and the Rise of Animal Life». Science. 315 (5808). 92 páginas. PMID 17158290. doi:10.1126/science.1135013. Consultado em 30 de junho de 2007
- Canfield, D.E. (1 de dezembro de 2004). «The evolution of the Earth surface sulfur reservoir» (PDF). American Journal of Science. 304 (10). 839 páginas. doi:10.2475/ajs.304.10.839. Consultado em 30 de junho de 2007. Arquivado do original (PDF) em 10 de junho de 2007

- Canfield, D.E.; Habicht, K.S.; Thamdrup, B. (28 de abril de 2000). «The Archean Sulfur Cycle and the Early History of Atmospheric Oxygen». Science. 288 (5466). 658 páginas. PMID 10784446. doi:10.1126/science.288.5466.658. Consultado em 30 de junho de 2007

- Canfield, D.E. (1998). «A new model for Proterozoic ocean chemistry». Nature. 396 (6710). 450 páginas. doi:10.1038/24839

- Canfield, D.E.; Raiswell, R. (1999). «The evolution of the sulfur cycle». Am. J. Sci. 299 (7–9): 697–723. doi:10.2475/ajs.299.7-9.697

- Canfield, D.E.; Teske, A. (1996). «Late Proterozoic rise in atmospheric oxygen concentration inferred from phylogenetic and sulphur-isotope studies». Nature. 382 (6587): 127–132. PMID 11536736. doi:10.1038/382127a0. Consultado em 30 de junho de 2007